# Villa Schützenberger
Villa Schützenberger (anche Hôtel Schützenberger) è una palazzina storica di Strasburgo, localizzata sul vicolo della Robertsau presso il distretto Neustadt. È stata classificata dal Ministero della Cultura in Francia come monumento storico dal 1975. La Villa è sede dell'Osservatorio Europeo dell'Audiovisivo dal 1992.

## Storia e descrizione
Questa ampia villa fu costruita per volere dal proprietario del birrificio omonimo (in francese: Brasserie Schützenberger), l'industriale Louis-Oscar Schützenberger (1866–1943), seguendo il progetto dagli architetti locali Julius "Jules" Berninger e suo cognato Gustave Krafft, molto attivi nella regione tra il 1895 e il 1905.
I lavori della villa iniziarono nel 1897 e terminarono nel 1900. Ispirandosi all'architettura italiana, nella sua forma e nel disegno del suo giardino, è uno degli esempi più sontuosi e frequentemente citati dell'Art Nouveau nella metropoli europea. Nonostante ciò, a causa del declino finanziario della birrarria e delle attività industriali connesse, la villa fu venduta e minacciata di demolizione nel 1972. Per la salvaguardia dell'edificio intervenne il Comune, ma rimase comunque inospitale fino al 1978. Il piano terra venne poi affittato all'Assemblea parlamentare del Consiglio d'Europa, che divenne affittuaria dell'intero stabile nel 1989. Da allora la Villa Schützenberger è stata completamente restaurata. È visitabile dai turisti esclusivamente nel periodo ufficiale dedicato alle Giornate europee del patrimonio.

## Galleria d'immagini

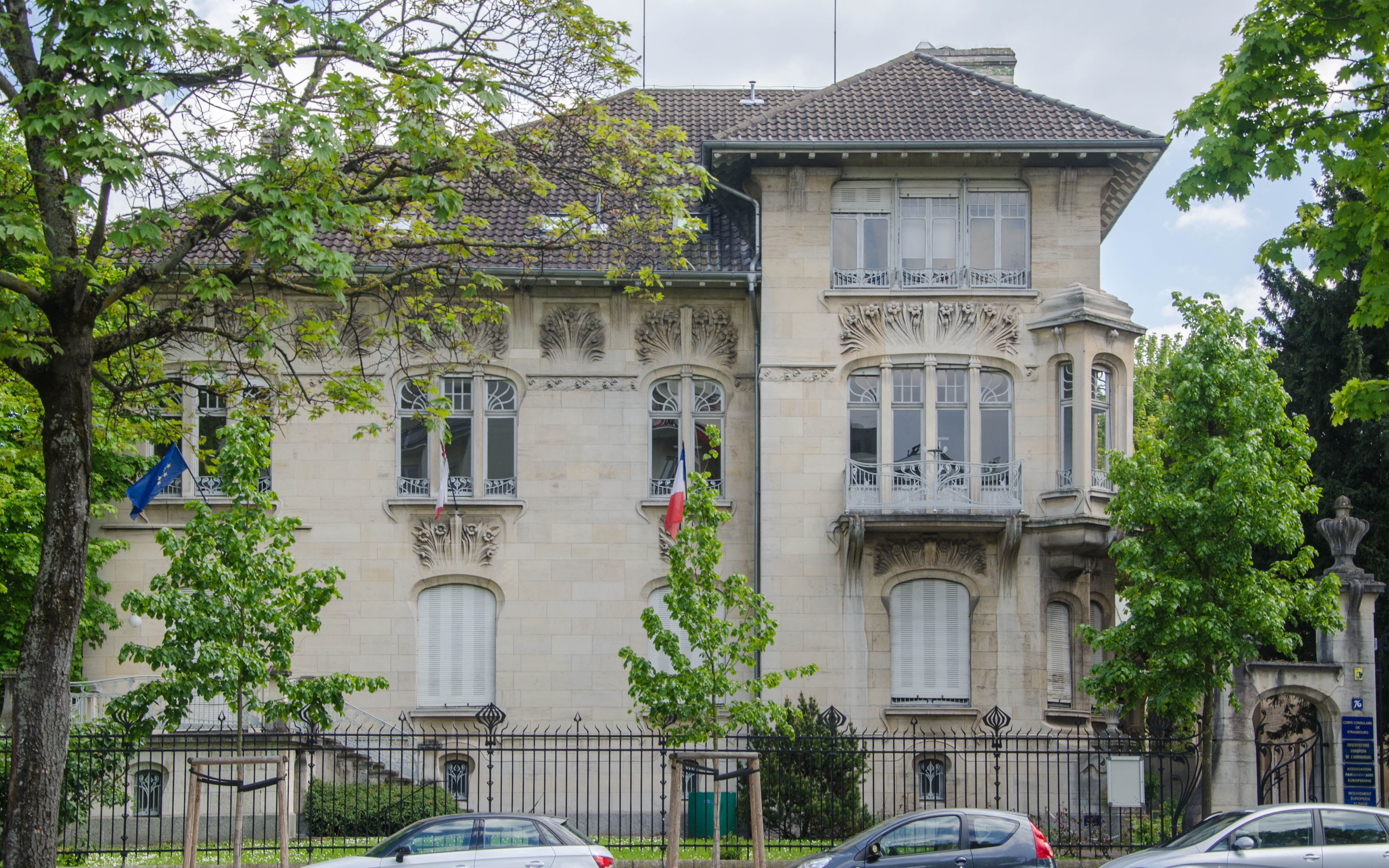
La facciata della villa, vista dalla strada nel 2017.
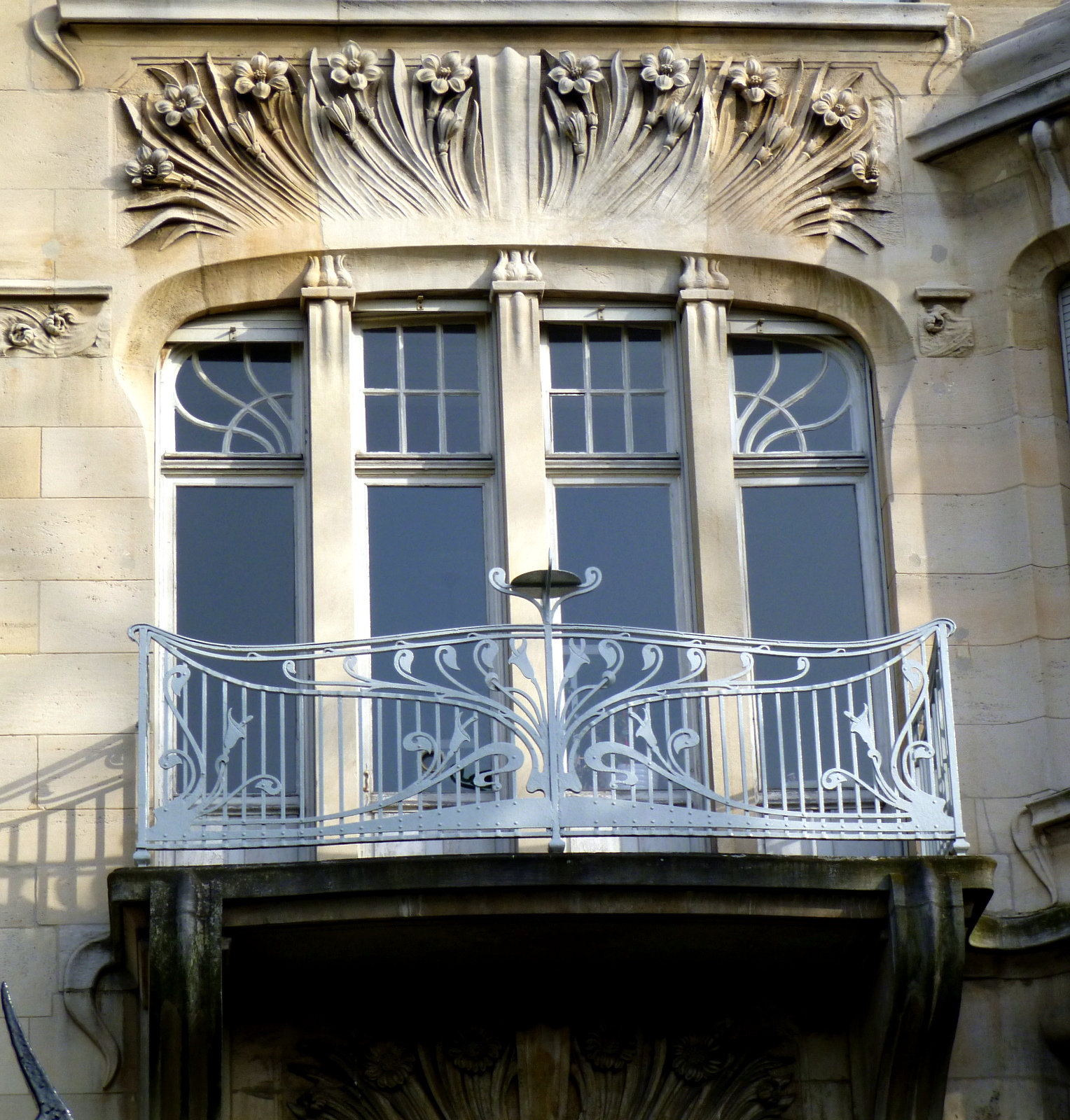
Particolare del balcone ringhierato in ferro battuto, e dell'apparato scultoreo soprastante.
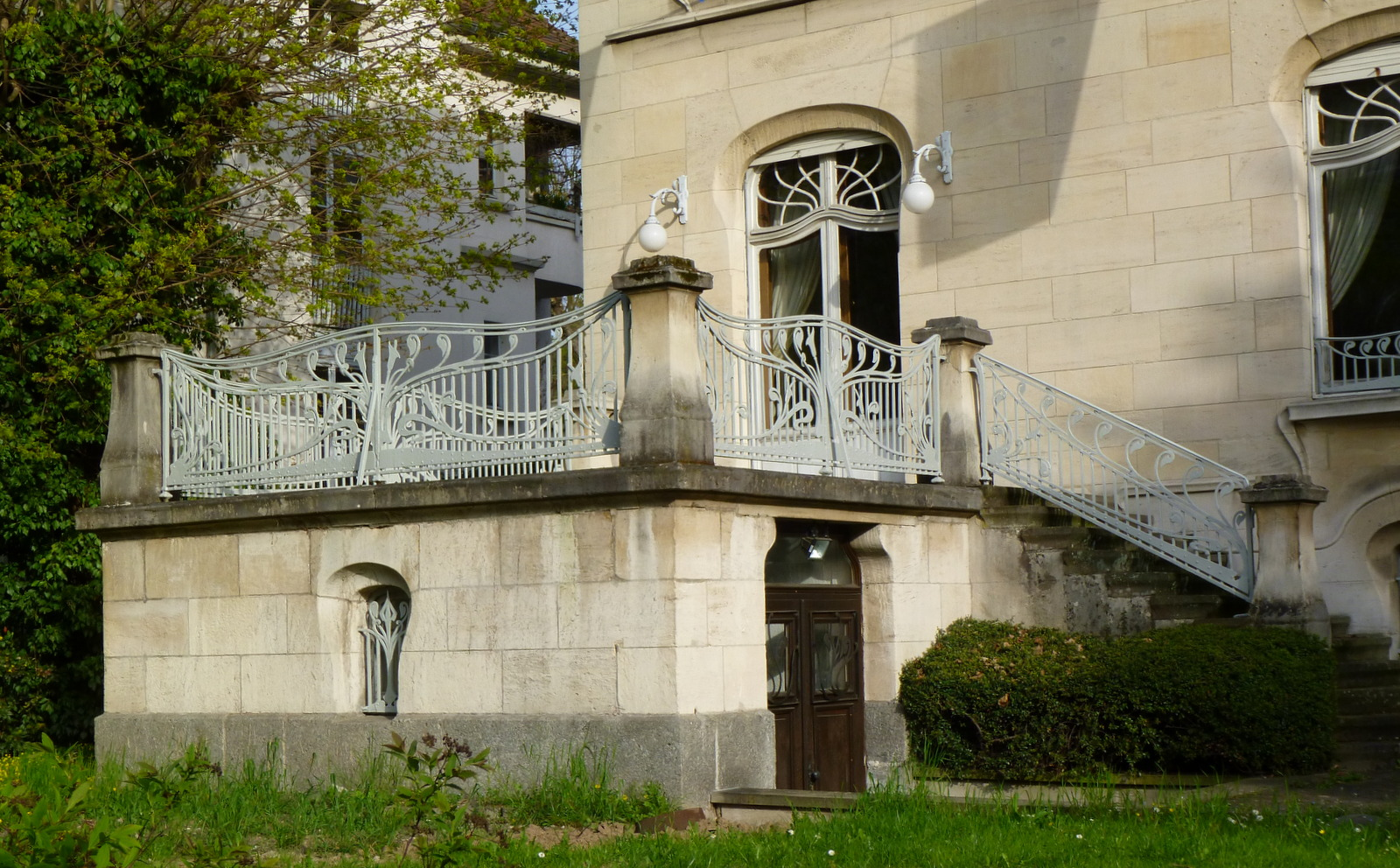
Terrazza e pianerottolo esterno, affacciati sul giardino.
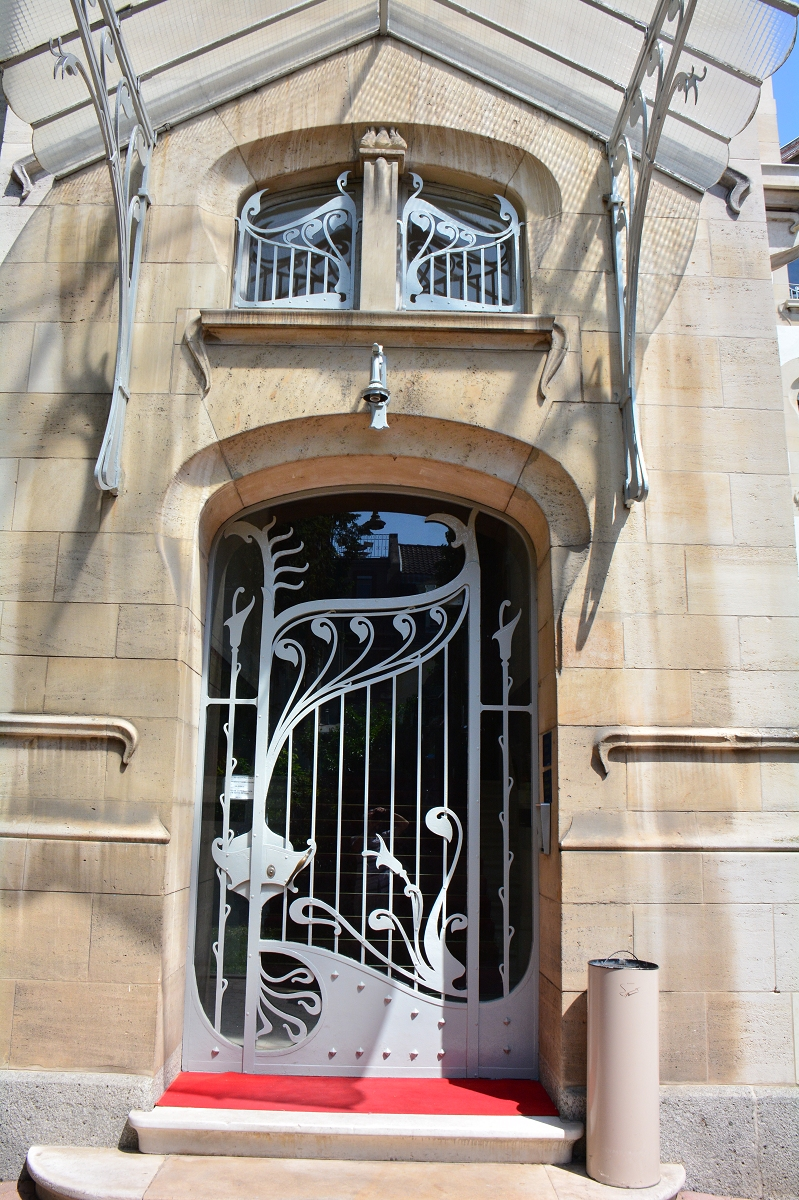
Porta d'ingresso, nel 2015.
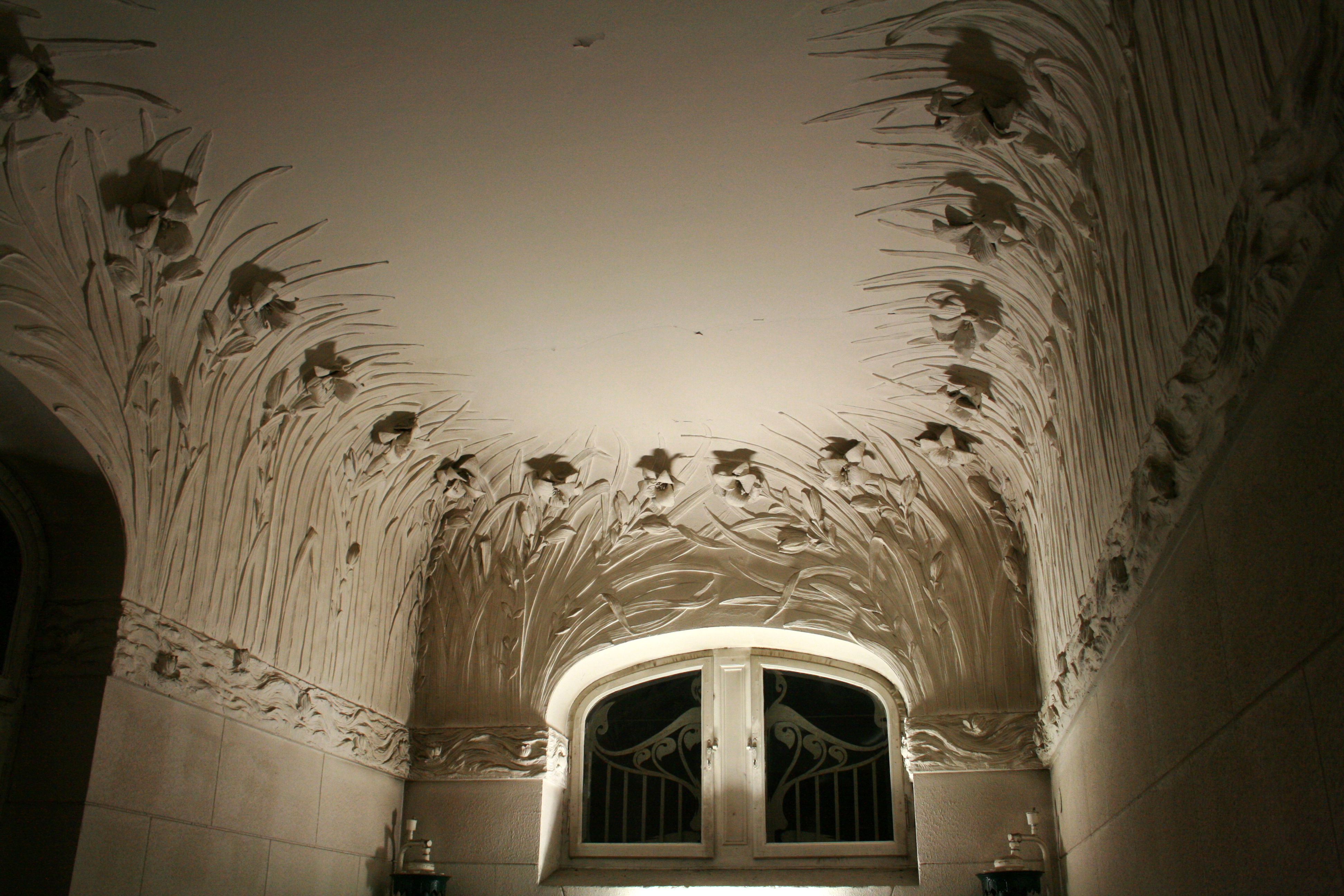
Soffitto dell'atrio.
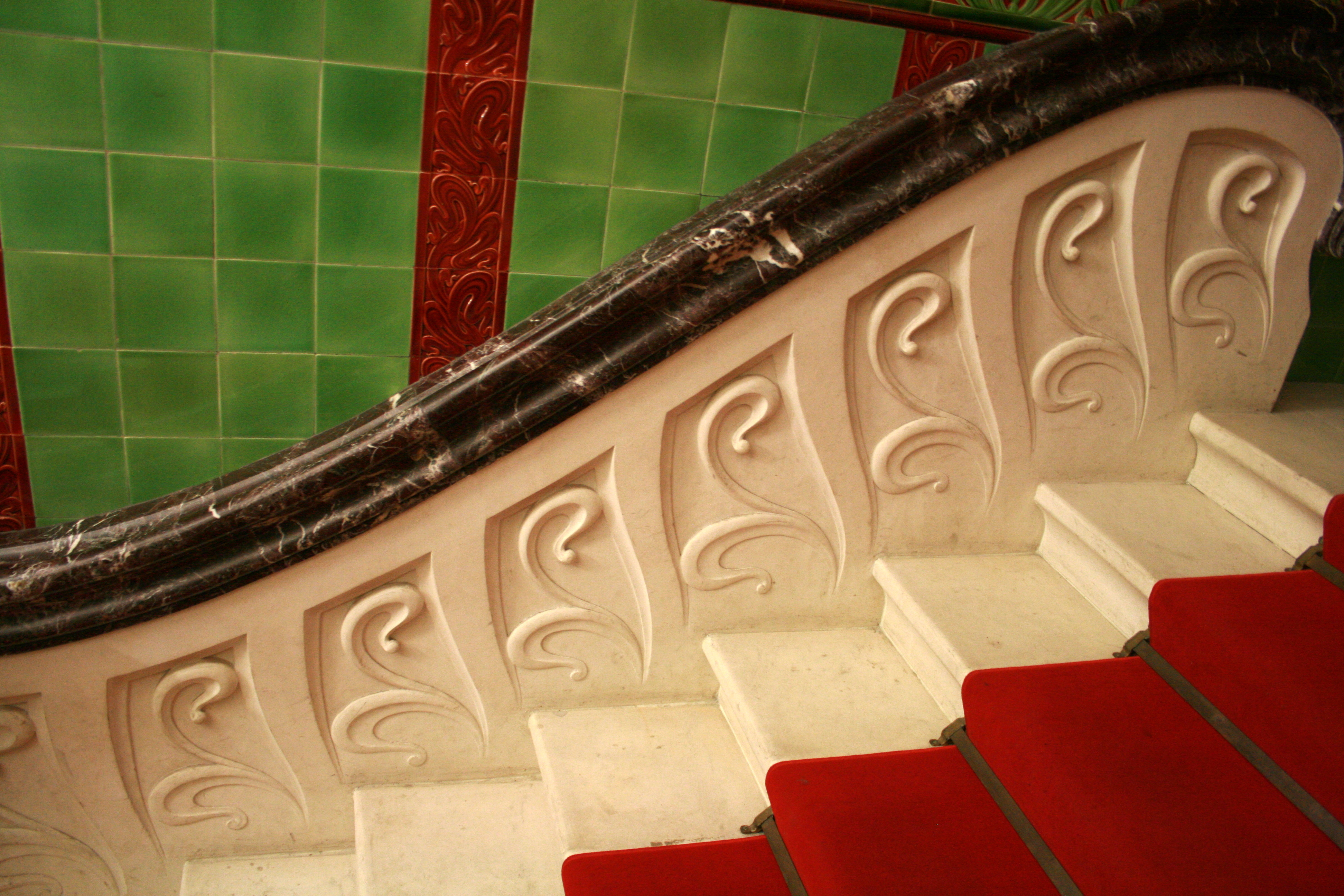
Dettaglio delle scale interne.
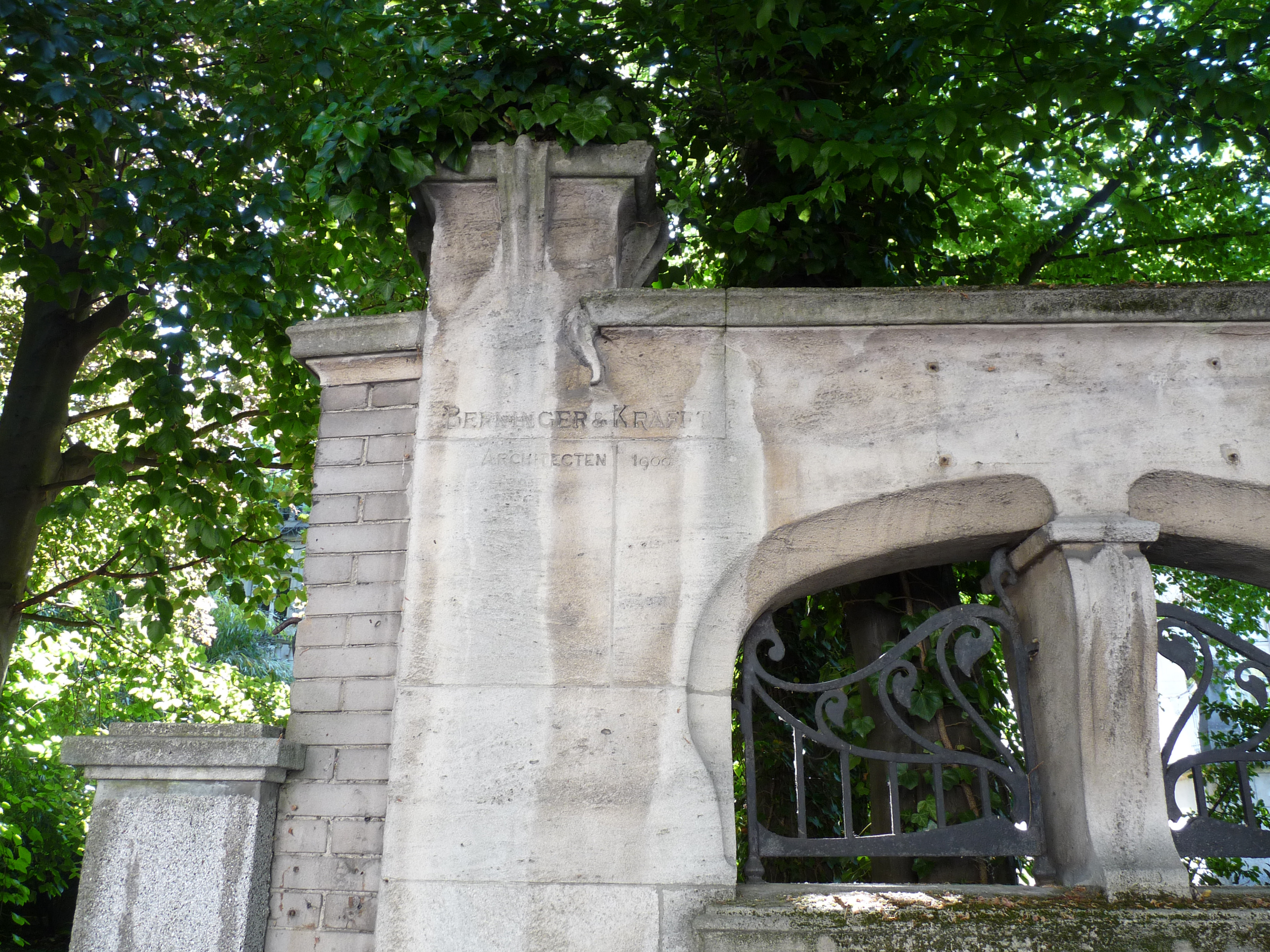
Firma in rilievo degli architetti sul muro del giardino.